# Rudolf Burkert
Rudolf Burkert (rodným příjmením Burkart, 31. října 1904 Polubný – 7. června 1985 Německo) byl československý lyžař, skokan a sdruženář německé národnosti.

## Život
Narodil se v rodině továrního dělníka v Polubném Josefa Burkarta a jeho manželky Anny, rozené Šimánkové. Na přelomu 20. a 30. let dosáhl řady úspěchů jak v severské kombinaci, tak ve skocích. Závodil za německý klub HDW, pracoval ve sklárně v Polubném.
Byl prvním reprezentantem Československa, kterému se podařilo vybojovat medaili na zimních olympijských hrách. Skoky dlouhými 57 a 59,5 metrů získal bronz ve skokanské soutěži na II. ZOH ve Svatém Mořici 1928. Burkert se tím stal na dlouhá léta jediným závodníkem, kterému se podařilo prolomit medailovou dominanci severských skokanů. Mezi sdruženáři skončil dvanáctý a prezentoval se hlavně zdařilými skoky dlouhými 61 a 62 metrů. Burkert se stal také mistrem světa v severské kombinaci v roce 1927 a skončil druhý na mistrovství světa ve skocích na lyžích 1933.
Zranění nohy ukončilo v roce 1934 jeho sportovní kariéru, ale zároveň ho uchránilo od vojenské služby během 2. světové války, kdy byl občanem Německé říše. Po válce nebyl odsunut a žil v Tanvaldu. V roce 1968 emigroval do SRN, kde v roce 1985 zemřel.